# هرمان فلنر
هرمان فِـلنر (آلمانی: Hermann Fellner؛ ۱۸۷۷ – ۲۲ مارس ۱۹۳۶) فیلم‌نامه‌نویس و تهیه‌کننده فیلم اهل آلمان بود.
از فیلم‌هایی که وی در آن‌ها نقش داشته‌است، می‌توان به شماره ۱۷ و سرزمین بی زن اشاره نمود.